# Albert Knapp

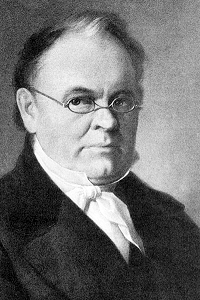
Albert Knapp (1798–1864)

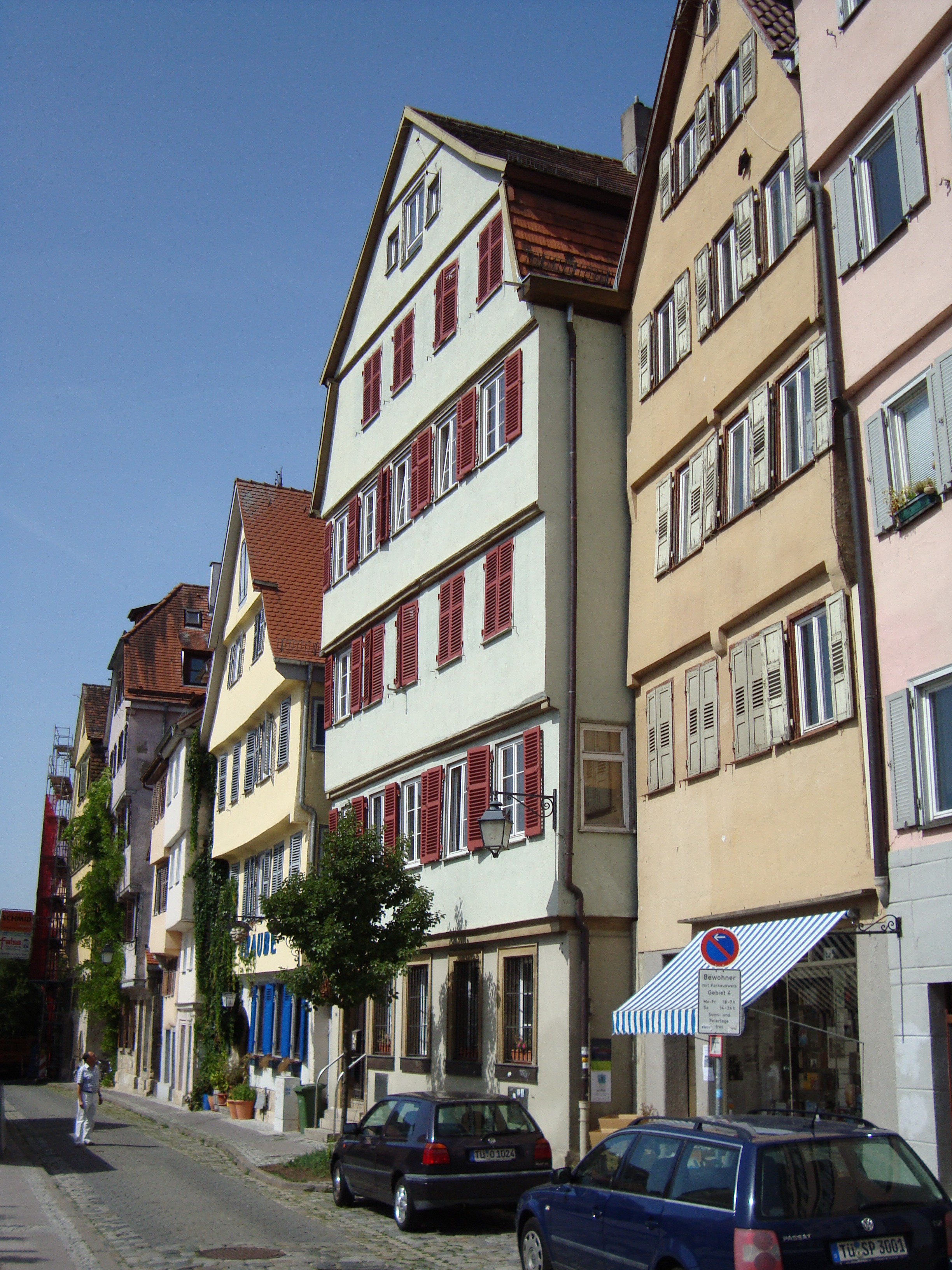
Geburtshaus Neckarhalde 12 in Tübingen (mit roten Fensterläden)

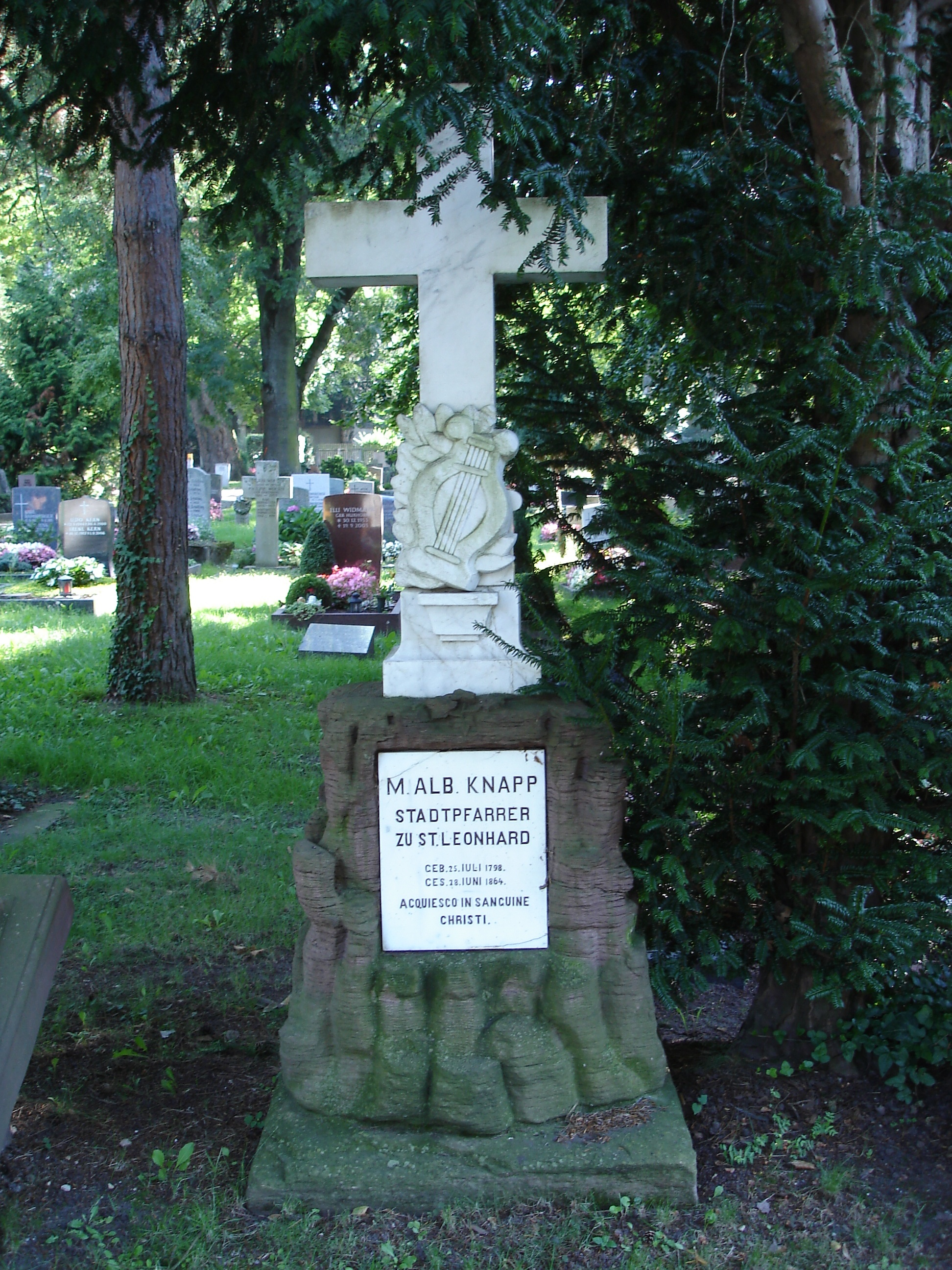
Albert Knapps Grab in Stuttgart

Albert Knapp (* 25. Juli 1798 in Tübingen; † 18. Juni 1864 in Stuttgart) war ein deutscher Pfarrer, Dichter und Begründer des ersten Tierschutzvereins in Deutschland. Sein Enkel war der Pazifist Paul Knapp.

1. Albert Knapp Tierschutzverein

## Leben
Albert Knapp wurde am 25. Juli 1798 in dem Haus Neckarhalde 12 in Tübingen geboren. Sein Vater war der Hofgerichtsadvokat und Verwaltungsbeamte Gottfried Gabriel Knapp (1764–1828), seine Mutter, Henriette geb. Finckh (1775–1827), die Tochter eines Stuttgarter Hofkammerrats. Als er zwei Jahre alt war, zog die Familie nach Alpirsbach. In Alpirsbach, Rottweil und Tübingen verbrachte er seine Kindheit und Jugend. In Maulbronn, wo er 1814 in das evangelische Seminar eintrat, verfasste er bereits Gedichte und dramatische Texte. Zu seinen literarischen Vorbildern zählten William Shakespeare, Friedrich Gottlieb Klopstock, Johann Wolfgang von Goethe, Friedrich Schiller, Jean Paul und Ludwig Uhland.
1816 begann er das Studium der Evangelischen Theologie an der Universität Tübingen. Daneben interessierte er sich besonders für Geschichte, Philosophie und Poesie. Während seines Studiums wurde er 1816 Mitglied der Tübinger Burschenschaft »Arminia«. Er hielt 1819 am Jahrestag der Schlacht bei Waterloo eine aufrührerische Rede (Gegen die autoritären Monarchen und für ein geeintes Deutschland).
Durch seinen Freund Ludwig Hofacker erhielt er 1820 eine Vikariatsstelle in Feuerbach bei Stuttgart. Knapp kämpfte gegen allzu einseitige pietistische Standpunkte. Weitere Stationen seiner geistlichen Laufbahn waren: Vikar in Gaisburg, Diakon in Sulz am Neckar (1825) und in Kirchheim unter Teck (1831). 1836 kam er nach Stuttgart an die Hospital- und die Stiftskirche und übernahm 1845 als Nachfolger von Gustav Schwab das Amt des Pfarrers der Leonhardskirche.
Zu seinen langjährigen Vertrauten zählte der Notzinger und spätere Kemnater Pfarrer Gottlob Baumann, der ihm bei der Herausgabe des Evangelischen Liederschatzes behilflich war.
Im Dezember 1837 gründete er außerdem, inspiriert von seinem Freund und Vorbild, dem im Februar desselben Jahres verstorbenen pietistischen Pfarrer Christian Adam Dann, den ersten Tierschutzverein Deutschlands. Er entwarf ein Flugblatt, das 1838 dem Schwäbischen Merkur beigefügt wurde und zur Gründung von Ortsgruppen aufrief. Ein Vorwurf von ihm lautete, dass es noch kein öffentliches Gesetz gegen Tierquälerei gebe. Tierschutz sei ein zutiefst christliches Anliegen, wobei sich Knapp auf die Bibelstelle Röm 8,18–23  berief und von „Mitgeschöpfen“ sprach. Auslöser soll der sinnlose Tod eines von Gewehrkugeln durchsiebten Storches nahe der Kirche gewesen sein. Knapp hatte das Storchenpaar, das jahrelang auf dem Kirchendach seinen Nistplatz hatte, in seinen Predigten wiederholt als Vorbild für lebenslange Treue erwähnt.
Albert Knapp war dreimal verheiratet: seit 1828 mit Christiane von Beulwitz († 1835), seit 1836 mit der Witwe Emilie Osiander († 1849) und seit 1850 mit Minette Lerche († 1897). Er starb am 18. Juni 1864 in Stuttgart im Alter von 65 Jahren. Sein Grab liegt in Stuttgart auf dem Fangelsbachfriedhof in Abteilung 10. Einer seiner Söhne war der spätere Tuttlinger Pfarrer Gotthold Knapp.

## Künstlerisches Schaffen
Albert Knapp schrieb insgesamt ca. 1200 weltliche und geistliche Gedichte sowie Lieder, deren Sprache sich an der Bibel, an Martin Luther und Paul Gerhardt orientiert. Er verfasste zudem Porträts von Dichtern und Theologen. Viele seiner geistlichen Lieder wurden in Gesangbücher übernommen. Wilhelm Nelle bezeichnete Knapp als den „geistlichen Klopstock des 19. Jahrhunderts“.
Knapp war auch als Hymnologe von Bedeutung. 1837 veröffentlichte er im Evangelischen Liederschatz für Kirche und Haus eine Auswahl von fast 3590 Liedern. Da seine älteren Texte viele Veränderungen (darunter sogar freie Nachdichtungen) aufwiesen, wurde er von Philipp Wackernagel dafür hart kritisiert.
Das Evangelische Gesangbuch enthält Knapps Lieder Einer ist’s, an dem wir hangen (Nr. 256) und Wir danken dir, Herr Jesu Christ, dass du unser Gast gewesen bist (Nr. 462), außerdem drei Bearbeitungen fremder Texte (Nr. 220, 241.8 und 251). Im Gotteslob findet sich Macht weit die Pforten in der Welt mit einer Melodie von Adolf Lohmann (Nr. 360); Knapp hatte es zur Melodie Wie schön leuchtet der Morgenstern verfasst.

## Werke (Auswahl)
- Christoterpe. Siehe: #Christoterpe.
- Albert Knapp: Evangelischer Liederschatz für Kirche und Haus. Eine Sammlung geistlicher Lieder aus allen christlichen Jahrhunderten, gesammelt und nach den Bedürfnissen unserer Zeit bearbeitet von M. Albert Knapp, Diakonus an der Hospitalkirche in Stuttgart. 2 Bände. Cotta, Stuttgart und Tübingen 1837, Digitalisat der Ausgabe von 1865.
- Albert Knapp: Das ängstliche Harren der Kreatur, Röm. 8, 18-23. In: »Christoterpe«, Bd. 11, 1843, S. 59–122 (Digitalisat).
- Albert Knapp: Leben von Ludwig Hofacker, weil. Pfarrer zu Rielingshausen. Mit Nachrichten über seine Familie und einer Auswahl aus seinen Briefen und Circularschreiben. Winter, Heidelberg 1860 (Digitalisat).
- Albert Knapp; Joseph Knapp: Lebensbild von Albert Knapp. Eigene Aufzeichnungen, fortgeführt und beendigt von seinem Sohne Joseph Knapp. Steinkopf, Stuttgart 1867 (Digitalisat in der Google-Buchsuche).
- Martin H. Jung (Hrsg.); Christian Adam Dann; Albert Knapp: Wider die Tierquälerei. Frühe Aufrufe zum Tierschutz aus dem württembergischen Pietismus. Evangelische Verlags-Anstalt, Leipzig 2002, ISBN 3-374-01988-9.

## Christoterpe

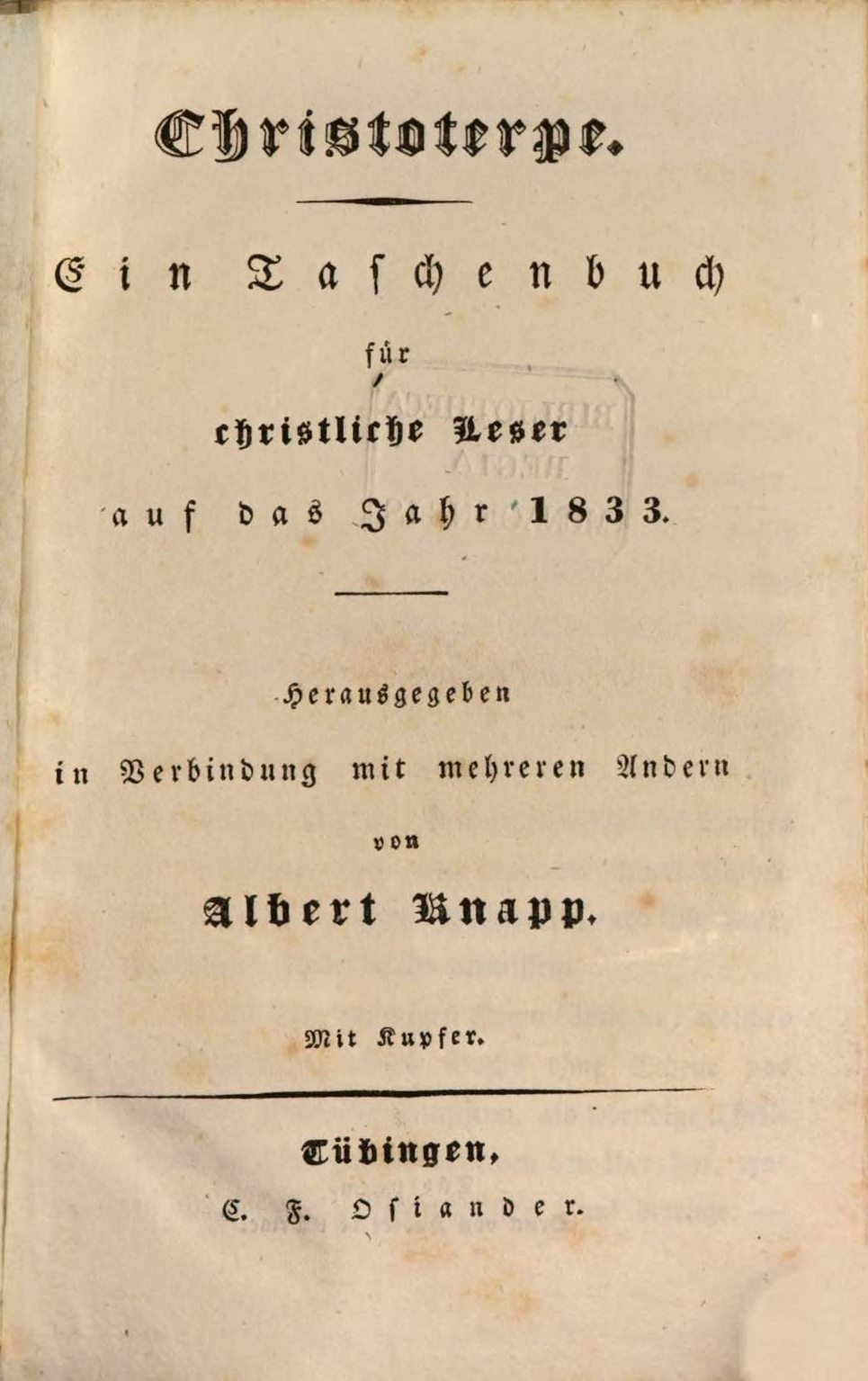
Christoterpe, Titelblatt der Erstausgabe, 1833.

Albert Knapp gründete 1833 das religiöse Jahrbuch „Christoterpe“ (griechisch „Christenfreude“), dessen Herausgeber er bis zur Einstellung des Jahrbuchs blieb. Das Jahrbuch trug den Untertitel „Ein Taschenbuch für christliche Leser auf das Jahr …“ oder „Ein Jahrbuch für das deutsche Haus“. Es erschien von 1833 bis 1853 (Band 1–21), danach wurde das Erscheinen eingestellt. Bis 1842 erschien das Jahrbuch bei C. F. Osiander in Tübingen, ab 1843 in der Universitätsbuchhandlung von Karl Winter in Heidelberg. Die Jahrbücher waren mit einem oder mehreren Kupferstichen illustriert und enthielten Gedichte, Aufsätze über Sachthemen und religiöse Themen und biographische Skizzen. Die Jahrbücher lieferten Theologen und Literaten als freie Mitarbeiter und Albert Knapp selbst, die Möglichkeit, Beiträge dort zu veröffentlichen, die Knapp ausgiebig nutzte, indem er eigene Gedichte und Aufsätze publizierte.
1853 wurde das Erscheinen des Jahrbuchs eingestellt. Von 1880 bis 1929 wurde es von anderen Herausgebern unter dem Titel „Neue Christoterpe : ein Jahrbuch“ fortgeführt (Band 1–50), von 1929 bis 1930 unter dem Titel „Das Jahr : der Neuen Christoterpe … Jahrgang“ (Band 51–52).

## Gedenktag
18. Juni im Evangelischen Namenkalender.